# Bataille de Djouamaa El Eulma
Guerre algéro-tunisienne de 1700
Batailles
Expédition et siège de Constantine
La bataille de Djouamaa El Eulma a lieu le 3 octobre 1700, à El Eulma près de Sétif. L'affrontement oppose l'armée du bey de Tunis, Mourad III, et celle du dey d'Alger, Hadj Mustapha, secondé par son vassal, le bey de Constantine récemment désigné, Ahmed Ben Ferhat.

## Contexte
En 1699, des soldats tunisiens, soutenus par les Tripolitains, envahissent la régence d'Alger et plus précisément sa région orientale, le beylik de Constantine, en même temps que les Marocains envahissent l'Ouest algérien. Le bey de Constantine de l'époque, Ali Khodja Bey, est mieux préparé à la confrontation que son homologue de Mascara, même si Ali Khodja a subi une défaite décisive non loin de Constantine face à Mourad III, bey de Tunis, et à son commandant Ibrahim Cherif. Le but de Mourad III n'est pas très clair : il veut sûrement incorporer la Kabylie et le Constantinois à la régence de Tunis de la même manière que les Hafsides.

## Déroulement
À la suite de la défaite décisive d'Ali Khodja Bey, le dey d'Alger, Hadj Moustapha, décide d'élire Ahmed Ben Ferhat comme nouveau bey de Constantine. L'armée tunisienne se compose d'environ 700 tentes ; cependant l'armée algérienne en compte à peine une centaine. Les Tunisiens sont accompagnés par une armée tripolitaine, commandée par Khalil Bey, pacha de Tripoli.
Le bey de Tunis Mourad III, rassuré par le nombre de soldats algériens, ordonne à ses soldats de se reposer et se vente d'être bientôt souverain d'Alger. Les Algériens sont inquiets, le dey Hadj Moustapha décidant que le seul moyen de vaincre les Tunisiens était de les attaquer par surprise. Durant la nuit et pendant que les Tunisiens dorment, l'armée algérienne, composée majoritairement d'une cavalerie tribale légère, attaque les Tunisiens par surprise et massacre environ 7 000 d'entre eux. Mourad III et ses commandants sont contraints de fuir pendant que les Algériens dévastent leurs camps,.
Cette défaite provoque une déroute de l'armée, et le bey Mourad III doit battre en retraite jusqu'en territoire tunisien, abandonnant tous ses gains. Bien qu'il soit défait, Mourad III tente de lever une autre armée en espérant attaquer encore une fois la régence d'Alger. Il envoie donc son commandant Ibrahim Cherif à Constantinople pour recruter des janissaires supplémentaires.

## Conséquences
En 1702, Mourad III Bey lève une armée afin de lancer une nouvelle attaque contre la régence d'Alger. Ibrahim Cherif revient de Constantinople avec un nombre considérable de janissaires turcs, ce qui réjouit Mourad III. Ce dernier ignore toutefois que Cherif a d'autres projets en tête. Agissant sur un ordre secret reçu du sultan ottoman, il assassine Mourad III et toute sa famille, le 2 juin, rétablissant le contrôle ottoman sur le territoire et mettant fin à la dynastie mouradite. Cherif, proclamé bey de Tunis, signe un traité de paix avec les Algériens quelques semaines plus tard, et met fin à la guerre avec un statu quo ante bellum.